# Mansaku Itami
Mansaku Itami  (伊丹万作?, Itami Mansaku), pseudonimo di Yoshitoyo Ikeuchi  (池内義豊?, Ikeuchi Yoshitoyo) (Matsuyama, 2 gennaio 1900 – Kyoto, 21 settembre 1946) è stato un regista e sceneggiatore giapponese, tra i maggiori innovatori del genere jidai-geki degli anni trenta, come Sadao Yamanaka e dalla carriera quasi altrettanto breve.
È il padre del regista e attore Jūzō Itami e della moglie del Nobel per la letteratura Kenzaburō Ōe.

## Biografia
Dopo aver intrapreso varie attività, si dedica al cinema grazie all'amicizia con Daisuke Itō, che gli suggerisce di scrivere sceneggiature per jidaigeki.
Quando nel 1928 l'attore Chiezo Kataoka fonda la propria compagnia di produzione, la Chie Pro., assume Hiroshi Inagaki come regista e Itami come sceneggiatore. La loro prima collaborazione è Tenka taiheiki ("La pace nel mondo"), nel quale è già evidente la scelta di rifiutare la magniloquenza e l'enfasi tipiche del genere, a favore di un realismo quotidiano e di un antieroismo, che arriva fino alla parodia degli ideali propagandati in quegli anni di crescente nazionalismo.
Esemplare in questo senso è la caratterizzazione del protagonista di Akanishi Kakita (1936), un samurai del tutto atipico, dall'aspetto non piacevole, spesso costretto a letto da un problema di salute.
Verso la fine degli anni trenta, Itami si ammala di tubercolosi e si ritira dalla regia, limitandosi alla scrittura di sceneggiature, portate sullo schermo da Inagaki. Muore nel 1946 a causa della lunga malattia.

## Filmografia parziale
Tra virgolette la traduzione letterale del titolo, in assenza di un titolo italiano per film non distribuiti in Italia.

### Regia e sceneggiatura
- Katakiuchi ruten (1928)
- Zoku Banka jigoku: Dai ippen (1928)
- Yamiuchi tosei (1932)
- Kokushi musō ("L'incomparabile spadaccino") (1932)
- Chuji uridasu (1935)
- Kimagure kaja ("Il giovane uomo capriccioso") (1935)
- Akanishi Kakita (1936)
- La figlia del samurai (Atarashiki tsuchi) ("La nuova terra") (1937) - co-diretto con Arnold Frank
- Gonza to Sukejū ("Gonza e Sukejū") (1937)
- Kyojinden ("La leggenda dei giganti") (1938)

### Sceneggiatura
- Tenka taiheiki ("La pace nel mondo"), regia di Hiroshi Inagaki (1928)
- Hōrō Zanmai, regia di Hiroshi Inagaki (1928)
- Ehon mushashugyo, regia di Hiroshi Inagaki (1929)
- Chūshingura - Ninjō-hen; Fukushū-hen, regia di Daisuke Itō (1934)
- Muhōmatsu no issho, regia di Hiroshi Inagaki (1943)
- Te o tsunagu kora, regia di Hiroshi Inagaki (1948)
- Ore wa yojinbo, regia di Hiroshi Inagaki (1950)
- L'uomo del risciò (Muhomatsu No Issho), regia di Hiroshi Inagaki (1958)